# Jean-Pierre Thiollet
Jean-Pierre Thiollet (Poitiers, 9 de dezembro de 1956) é um escritor francês.
Depois propinas em Châtellerault, formou-se em literatura no aulas preparatórias literárias (Classes préparatoires littéraires) en Poitiers e no Sorbonne (Universidade Pantheon-Sorbonne, Universidade Sorbonne Nouvelle, Universidade Paris-Sorbonne).
Em 2005, é, com outras figuras conhecidas, Alain Decaux, Frédéric Beigbeder e Richard Millet, um competidor de Feira do Livro de Beirut.
Desde 2007, é membro de Grande Família Mundial do Líbano.
Em 2017, é o criador do Cercle InterHallier, em homenagem a Jean-Edern Hallier.

## Obras
- 2020: Hallier l'Homme debout
- 2019: Hallier Edernellement vôtre
- 2018: Hallier ou l'Edernité en marche
- 2017: Improvisation so piano , como testemunho de Bruno Belthoise
- 2016: Hallier, l'Edernel jeune homme
- 2015: 88 notes pour piano solo
- 2012: Piano ma non solo
- 2010: Bodream ou rêve de Bodrum
- 2008: Carré d'Art : Byron, Barbey d'Aurevilly, Dali, Hallier
- 2006: Barbey d'Aurevilly
- 2005: Je m'appelle Byblos
- 2004: Sax, Mule & Co
- 2002: Beau linge et argent sale (lavagem de dinheiro)
- 1998: Le Chevallier à découvert e La Pensée unique : le vrai procès, em colaboração
- 1997: Euro-CV
- 1993: Os très primeiros meses num novo emprego, com M-F Guignard, tradução de Maria Mello (Publicações Europa-América)
- 1982: Utrillo, sa vie, son oeuvre, com alguns autores